# 俞鼐
俞鼐，明朝政治人物。
天顺五年，接替韩隆任福建永安县知县。